# 三味線のおけいこ
『三味線のおけいこ』（しゃみせんのおけいこ）は、1980年4月11日から1984年3月30日までNHK教育テレビで放送されたテレビ番組である。

## 概要
三味線を習いたい初心者のためのおけいこ番組で、テレビ初の邦楽器講座番組であった。五線譜を楽譜に用いる指導法を採用した。三味線の演奏技術と邦楽に関する基礎知識を習得したのち、テーマ音楽である「越後獅子のテーマ」を弾けるようになることを目指す。

## 放送時間
- 1980年度 - 1981年度：金曜日18:30 - 19:00
- 1982年度 - 1983年度：金曜日18:00 - 18:30

## 出演者
- 先生
  - 菊岡裕晃
- アシスタント
  - 高橋尚子

## 関連番組
- ピアノのおけいこ
- バイオリンのおけいこ
- ギターをひこう
- フルートとともに
- リコーダーとともに
- 箏のおけいこ
- 尺八のおけいこ